# ダンジョンズ&ドラゴンズ・エキスパート・セット
エキスパート・セットは、ダンジョンズ&ドラゴンズ・ファンタジー・ロールプレイングゲームのための拡張用ボックスセットである。これはベーシック・セットを拡張するために、1981年に最初に出版された。

## 出版履歴

### 1981年版
ベーシック・セットは、1981年にトム・モルドヴェイによって大規模な改定がなされた。ベーシック・セットの改定に伴い、ベーシックゲームにおけるそれ以上のレベル上昇を拡張版として導入することが開始された。モルドヴェイのベーシック・セット発売の直後、キャラクターレベル4～14に対応したデイヴィッド・クック編集のエキスパート・セットが発売された。改訂版ベーシック（モルドヴェイ版）ルールは表紙の色で従来（ホームズ版）のそれと区別することができる。ホームズのベーシック・ルールブックは青焼き風の淡青色の表紙であったが、モルドヴェイのベーシックは赤、クックのエキスパートは青の表紙となった。1981年版のD&Dエキスパート・セットには、The Isle of Dreadが、野外冒険とセッティングの例として同梱された。
エキスパート・セットのコンセプトはゲイリー・ガイギャックスとデイヴ・アーンソンのオリジナルD&Dセットから引き継がれた。エキスパート・セットはデイヴ・クックが編集し、1981年にTSRがボックスセットとして出版した。カバーアートはエロル・オータスであった。このセットには一組のダイス、2冊の冊子（64ページのルールブック、32ページのモジュールとその外装カバー）が収録されていた。

### 1983年版
ベーシック・セットは1983年に、フランク・メンツァーによって再改訂され、この時｢ダンジョンズ&ドラゴンズ・セット1：ベーシック・ルール｣となった。1983年から1985年の間にこの系統はメンツァーによって、5つのボックスセットのシリーズとして改訂と拡張がなされ、ベーシック・ルール・セット、エキスパート・ルール・セット（4～14レベルに対応）、コンパニオン・ルール・セット（15～25レベルに対応）、マスター・ルール・セット（26～36レベルに対応）
、）、イモータル・ルール・セット（レベルを超越したキャラクターであるイモータルに対応）となった。最初の4つのセットは後に再編集され、1冊のハードカバー本、ダンジョンズ&ドラゴンズ・ルールサイクロペディア（1991年）となった。
この改訂版エキスパート・セットは、フランク・メンツァーが改訂、ラリー・エルモアがカバーアートを担当し、1983年にボックスセットして出版された。このセットには一組のダイス、2冊の冊子（64ページのルールブック、32ページのモジュールとその外装カバー）が収録されていた。
The 10th Anniversary Dungeons & Dragons Collector's Setは、1984年にTSR社から出版されたボックスセットで、ベーシック、エキスパート、コンパニオン・セットのルールブック、AC2、AC3、B1、B2、M1 Blizzard Pass、AC5 Player Character Record Sheets、一組のダイスが収録されていた。このセットは1000部の限定生産で、Gen Con 17と通販で販売された:147。

## 内容
エキスパート・セットのルールブックはキャラクターレベル4-14に対応しており、野外冒険を詳細に解説し、長期間のキャンペーンを運営することに重点を置いている。さらなる拡張を望むプレイヤーには、コンパニオン・セットを導入するよう指示がなされていた。

## 読書案内
- 論評: ディファレントワールズ誌 12号（1981年）、ザ・スペース・ゲーマー誌 38号（1981年）